# Jelenie Pole
Jelenie Pole – osada śródleśna w Polsce położona w województwie lubuskim, w powiecie sulęcińskim, w gminie Torzym. W obrębie osady znajduje się "Leśniczówka Jelenie Pole". Najbliższą miejscowością są Drzewce.
W latach 1975–1998 miejscowość administracyjnie należała do województwa zielonogórskiego.